# Richard Wilhelm Gottlieb Faltin

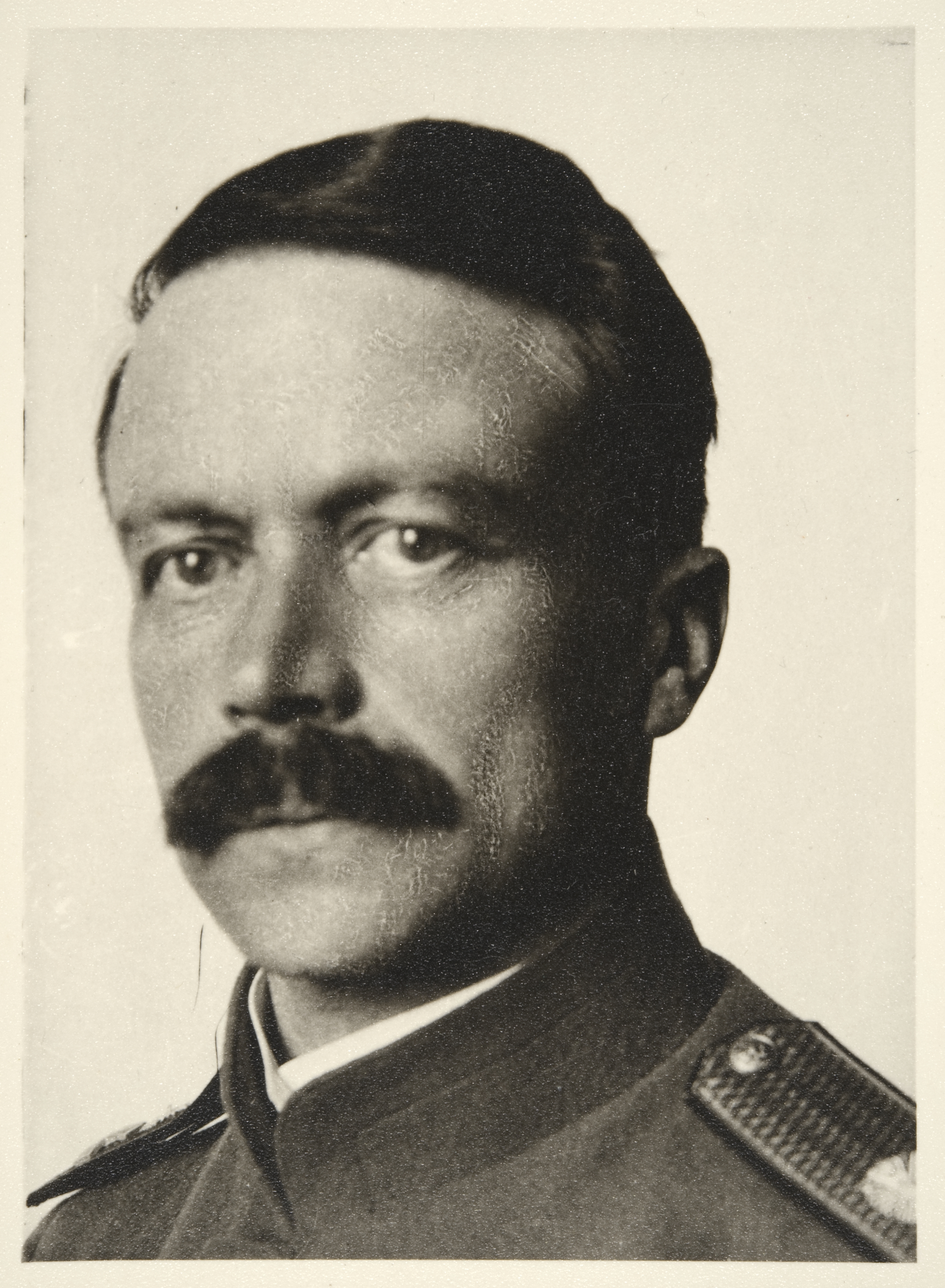
Richard Faltin d. J. (1916).

Richard Wilhelm Gottlieb Faltin (* 28. Oktober 1867 in Wyborg; † 23. August 1952 in Helsinki) war ein finnischer Chirurg und Hochschullehrer.

## Biografie
Faltin wurde 1867 im damals unter russischer Herrschaft stehenden Großfürstentum Finnland in Wyborg, der zweitgrößten Stadt Finnlands geboren. Sein Vater Richard Faltin d.Ä war deutscher Herkunft, stammte aus Danzig und war seit 1856 in Wyborg an der deutschsprachigen Behm-Schule tätig. Auch die Mutter entstammte einer künstlerisch interessierten Familie. 1869 zog die Familie nach Helsinfors (Helsinki), wo der Vater neue Aufgaben als Musiker übernahm. Dort besuchte Faltin zunächst das schwedischsprachige Helsingfors lyceum und später das Svenska normallyceum. Zu seinen Klassenkameraden zählten Gustaf Mannerheim, mit dem ihn eine lebenslange Freundschaft verband, und der spätere Maler und Künstler Axel Gallén. Nach einem sehr guten Schulabschluss im Jahr 1886 widmete sich Faltin naturwissenschaftlichen Studien, in der Absicht, danach ein Medizinstudium aufzunehmen. Er studierte an der Universität Helsingfors und absolvierte außerdem einen freiwilligen Militärdienst im Gardebataillon, wo er einen Einblick in die Feldchirurgie erhielt.
1895–1896 unternahm Faltin eine längere Studienreise nach Deutschland, in die Schweiz, nach Italien und Frankreich, wobei er sich hauptsächlich für die dortige Chirurgie und Bakteriologie interessierte. Im Herbst 1896 wurde er dann mit der Arbeit Om vägarna för bacterium coli commune’s inträngande i blåsan („Über die Wege des Eindringens des gemeinen Coli-Bakteriums in die Blase“) zum Doktor der Medizin promoviert. Nach seiner Dissertation wurde er als Assistenzarzt am Chirurgischen Krankenhaus in Helsingfors angestellt. Dort musste er sich zunächst um die Verbesserung der ungenügenden Labore bemühen. Zeitweilig leitete er das erste Röntgengerät Finnlands. Auf eigenen Wunsch wurde er als Abgesandter des finnischen Roten Kreuzes (damals noch unter dem Namen Finnische Gesellschaft zur Pflege verwundeter und kranker Krieger) in den Türkisch-Griechischen Krieg entsandt, der jedoch schon wieder beendet war, bevor er am Kriegsschauplatz eintraf.
1902 wurde Faltin Dozent für Chirurgie an der Universität Helsingfors und unternahm eine weitere Studienreise nach Berlin und Paris, um sich in Orthopädie und Chirurgie weiterzubilden. 1903 bis 1913 war er als Assiszarzt am chirurgischen Krankenhaus in Helsingfors/Helsinki tätig. Die Professur für Chirurgie an der Universität hatte seit dem Tod Maximus Widekind af Schulténs 1899 Ali Krogius inne.
Am 16. Juni 1904 verübte der finnlandschwedische Nationalist Eugen Schauman ein Schusswaffen-Attentat auf den russischen Generalgouverneur von Finnland Nikolai Iwanowitsch Bobrikow. Bobrikow wurde dabei schwer verletzt. In einer Notoperation versuchten Faltin und seine Chirurgenkollegen das Leben des Gouverneurs zu retten, was jedoch nicht gelang. Während des Russisch-Japanischen Krieges war Faltin wieder als Militärarzt in der Mandschurei tätig, wobei er erneut mit Gustav Mannerheim in Kontakt kam. Nach dem Krieg unternahm er erneut Studienreisen nach Westeuropa um sich fortzubilden (Kopenhagen 1906, London 1908, Paris 1912). Während des Ersten Weltkrieges war er als Feldarzt des Finnischen Roten Kreuzes an der russischen Westfront zunächst in Vilnius und später in Polozk tätig, wo er zeitweilig ein Feldlazarett leitete.
Im Revolutionsjahr 1917 kehrte Faltin nach Finnland zurück, wo er eine außerordentliche Professur für Chirurgie an der Universität Helsinki erhielt. 1918 leitete er das Krankenhaus in Lahti, wo verwundete Rotgardisten behandelt wurden. Nach Krogius’ Pensionierung verzichtete Faltin darauf, sich um dessen Nachfolge zu bewerben und begnügte sich mit der Leitung einer kleineren Abteilung bis zu seiner Pensionierung im Jahr 1935. Nach seiner Pensionierung leitete der 68-jährige Faltin ab dem Februar 1936 eine finnische Rotkreuzmission im Abessinienkrieg. Die finnischen Chirurgen führten dort auf abessinischer Seite zahlreiche Operationen durch und kümmerten sich um die medizinische Versorgung der Bevölkerung. Auch im Winterkrieg 1940 und im sogenannten Fortsetzungskrieg ab 1941 war Faltin als Chirurg und später Berater am Rotkreuzskrankenhaus tätig. Danach verschlechterte sich seine Gesundheit zunehmend und er verstarb 1952 in Helsinki.

## Wissenschaftliche und organisatorische Leistungen
Auf Richard Faltins Initiative wurde der Blutspendedienst des Roten Kreuzes Finnlands gegründet. Er war auch einer der Gründer des Rotkreuz-Krankenhauses, des späteren Tölö-Krankenhauses in Helsinki, wo unter anderem die Neurochirurgie in Finnland ihren Anfang nahm. Er spielte eine wichtige Rolle bei der Gründung der Chirurgenvereinigung Finnlands, die auf sein Drängen hin zweisprachig Finnisch/Schwedisch organisiert wurde, und war 1926 bis 1930 deren Vorsitzender.
Faltin veröffentlichte mehr als 100 wissenschaftliche Arbeiten. Im Jahr 1911 beschrieb er bei einem 16-jährigen Jugendlichen, dem er nach einem stumpfen Bauchtrauma sieben Jahre zuvor die Milz entfernt hatte, erstmals das Krankheitsbild einer Splenose.

## Schriften (Auswahl)
- Bidrag till frågan om vägarna för Bacterium coli commune’s inträngande i blåsan: Försök till frågans experimentella lösning med speciell hänsyn till möjligheterna af en direkt genomvandring från rectum. [Dissertation.] Helsinki 1896.
- Milzartige Bildungen im Peritoneum, beobachtet ca. 6 Jahre nach einer wegen Milzruptur vorgenommenen Splenektomie. In: Deutsche Zeitschrift für Chirurgie. 1911, S. 160–175, doi:10.1007/BF02815575.
- Ein durch Resektion geheilter Fall von Gangrän des Dickdarms im Gebiet der Art. mesent. inf. nebest einem Verfahren, die Kontinuität des Darmes durch ein Stück Ileum wiederherzustellen. In: Deutsche Zeitschrift für Chirurgie. Band 114, 1912, S. 215 ff.
- Mitt liv. [Denkwürdigkeiten.] Söderström & Co. Helsinki 1961.
- Sotakirurgi ja Punaisen Ristin työntekijä. Suomen Punainen Risti. Otava. Helsinki 1967.